# Esfand

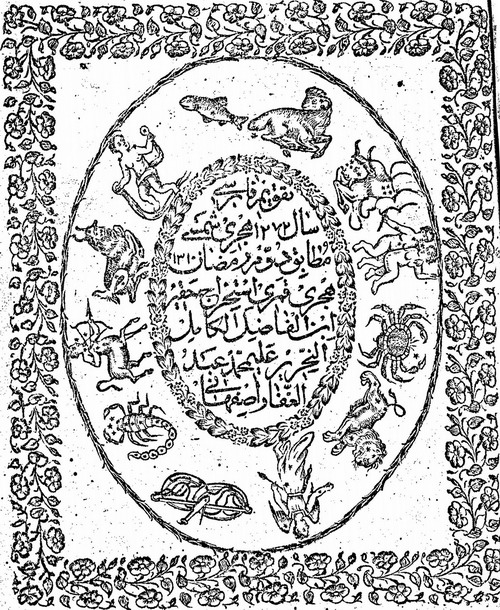
Calendario iraní de 1893.

Esfand es el duodécimo y último mes del calendario persa, vigente en Irán y Afganistán. Tiene una duración de 29 días, salvo en los años kabisé o bisiestos en que se añade uno para cuadrar el desfase que se produce entre el año del calendario y el año trópico. El primer día de esfand suele coincidir con el 20 de febrero del calendario gregoriano. El 1 de esfand de 1391, año kabisé, coincide con el 19 de febrero de 2013. Un año después, el 1 de esfand de 1392 coincidirá con el 20 de febrero de 2014, d. C. Esfand es el tercer y último mes de invierno, y el último mes del año, que sigue al mes de bahmán y culmina en el equinoccio primaveral y en el día de Noruz, primer día de farvardín. 
En Afganistán, esfand recibe el nombre árabe de hut (حوت, Piscis), término corriente también en la astrología tradicional del mundo islámico. Otros pueblos iranios que usan el calendario persa llaman este mes resheme (ڕەشەمە, en kurdo), kab (کب, en pastún), etc.
En el día 5 de esfand se celebra la fiesta de Esfandegán (اسفندگان), Sepandarmazegán (سپندارمذگان) o Mardgirán (مردگیران), día consagrado al homenaje a la mujer y a la tierra. La festividad es descrita en esa fecha por el tratadista Abu Reyhán Biruní. Un siglo más tarde, Omar Jayam la sitúa en el día 29 de bahmán, fecha en que siguen celebrándola parte  de los zoroastrianos iraníes. El día 15 de bahmán se celebra en Irán el Día del Árbol. El día 19, se celebra el día de la limpieza de los ríos, fuentes y viajes de agua, es la «fiesta de Noruz de los ríos» (جشن نوروز رودها). El día 20 es la «fiesta de los floreros» (جشن گلدان), dedicado a la ornamentación floral. El último miércoles del año se celebra el «miércoles festivo» (Chaharshambé surí, چهارشنبه سوری), en que se encienden fuegos, y en torno a ellos se hacen distintas ofrendas y muestras de alegría pública.